# Järnlöst slutsteg

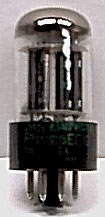

Järnlöst slutsteg, eller OTL (Output Transformerless) är en rörförstärkare som har ett slutsteg utan utgångstransformator. En vanlig konstruktionslösning från Philips på 1960-talet använde pentoder typ EL86 och en anodspänning på 450 Volt. Högtalarna hade 800 ohms impedans.
Det finns även "järnlösa" slutsteg framtagna av audioamatörer avsedda för 8-16 ohms högtalare.